# Бусе (Алије)
Бусе (фр. Boucé) насеље је и општина у централној Француској у региону Оверња, у департману Алије која припада префектури Виши.
По подацима из 2011. године у општини је живело 548 становника, а густина насељености је износила 25,28 становника/km². Општина се простире на површини од 21,68 km². Налази се на средњој надморској висини од 265 метара (максималној 310 m, а минималној 246 m).

## Демографија
| 1962. | 1968. | 1975. | 1982. | 1990. | 1999. | 2011. |
| ----- | ----- | ----- | ----- | ----- | ----- | ----- |
| 612   | 650   | 602   | 575   | 532   | 512   | 548   |

График промене броја становника у току последњих година